# Kristofer Krause
Kristofer Krause (* 6. März 2000) ist ein deutscher Basketballspieler.

## Laufbahn
Krause spielte im Jugendbereich des BC Erfurt, dann des Vereins BiG Gotha und von Science City Jena. In der zweiten Herrenmannschaft Jenas kam er des Weiteren in der 1. Regionalliga zum Einsatz.
Ende Juli 2019 gab Bundesligist Ratiopharm Ulm Krauses Verpflichtung bekannt. Er sammelte zunächst vornehmlich Einsatzzeit in der Ulmer Nachwuchsfördermannschaft OrangeAcademy, im November 2019 stand Krause erstmals für Ulm in einem Spiel der Basketball-Bundesliga auf dem Feld. Nach insgesamt zehn Bundesliga-Einsätzen für Ulm wechselte er im Sommer 2021 zum Bundesliga-Absteiger SC Rasta Vechta. Nach einem Jahr in Niedersachsen (er war in Vechta bei knapp 12 Minuten Einsatzzeit je Begegnung und durchschnittlich 3,7 Punkten/Spiel Ergänzungsspieler und Mann für Verteidigungsaufgaben) ging er zum Zweitliga-Konkurrenten Phoenix Hagen weiter.
In der Sommerpause 2024 kehrte Krause nach Jena zurück. 2025 gelang ihm mit den Thüringern der Bundesliga-Aufstieg.